# غودوين ماوورو
غودوين ماوورو (بالإنجليزية: Godwin Mawuru)‏ (15 يوليو 1961 – 24 مايو 2013)، هُو مُخرج ومُنتج زيمبابوي.

## وصلات خارجية
- غودوين ماوورو على موقع IMDb (الإنجليزية)
- غودوين ماوورو على موقع قاعدة بيانات الفيلم (الإنجليزية)